# قزع (جازان)
قرية قزع، أحد قرى منطقة جازان وهي قرية سكنية تابعة لبلدية محافظة أحد المسارحة جنوب غرب المملكة العربية السعودية ، تبعد 12 كم جنوب شرق مدينة أحد المسارحة.

## انظر ايضاً
- أحد المسارحة
- أبو عريش

## وصلات خارجية
- بلدية محافظة أبو عريش
- حصر الخدمات بالمدن والقرى بمنطقة جازان نسخة محفوظة 25 يناير 2020 على موقع واي باك مشين.
- فرص الإستثمار السياحي بمنطقة جازان[وصلة مكسورة]
- دليل الخدمات بمنطقة جازان نسخة محفوظة 9 مارس 2022 على موقع واي باك مشين.